# Муджири, Джафар
Джафар Муджири или Джафар Муджир аль-Мамалик (азерб. Cəfər Müciri; 1917, Тебриз — 2001, Будапешт) — офицер, политик, художник по коврам, искусствовед. Участник движения «21 Азер», офицер армии Ирана и Народной армии Кызылбаш.
Он был членом Общества писателей Азербайджана и Союза художников Азербайджана. Он является автором книг по политике, истории и ковроткачеству. Ковры, сотканные им на различные темы, хранятся в Азербайджанском музее ковра, Берлинском государственном художественном музее и Будапештском национальном промышленном музее.

## Жизнь

### Первые годы
Джафар Мамедгусейн оглу Моджир аль-Мамалик родился 4 февраля 1917 года в Тебризе. С раннего возраста он овладел искусством ковроткачества. Получив среднее образование, он поступил сначала в Тебризское военное училище, а затем в Высшую офицерскую школу в Тегеране. После принятия в Иране закона о фамилиях в 1935 году его семья взяла фамилию «Муджири». В 1941 году, завершив военное образование, начал службу в армии Ирана как артиллерийский офицер. До 1944 года он служил в различных воинских частях страны в качестве артиллериста и дослужился до звания капитана. Во время службы он вступил в подпольную организацию «Азадихах афсарлар» («Офицеры, ищущие свободу»). В 1944 году вместе с другими офицерами был арестован и отправлен в Керман.

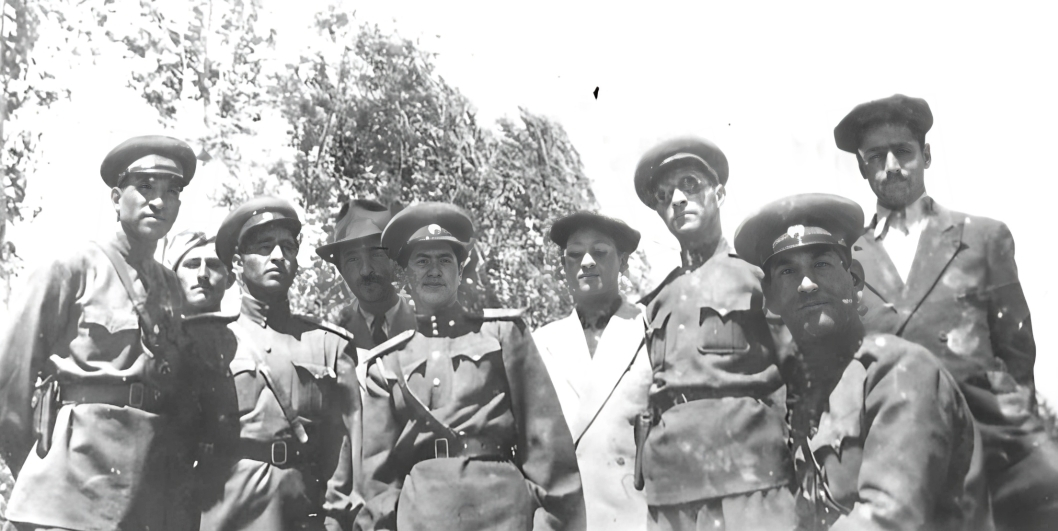
Джафар Муджири (третий справа) вместе с другими офицерами, Марага, 1945 год.

12 декабря 1945 года была основана Демократическая Республика Азербайджан. После этого Джафар Муджири вместе с другими 19 офицерами, находившимися в заключении в Кермане, бежал из тюрьмы и прибыл в Тебриз. Он вступил в Демократическую партию Азербайджана и начал службу в Народной армии Кызылбаш в звании капитана. Через некоторое время был назначен военным прокурором города Марага.
5 декабря 1946 года шахские войска, наступавшие на Мияне, были остановлены федаинами под руководством Гулама Яхьи. Жители различных регионов Азербайджана обращались к Национальному правительству с просьбой о вооружении и борьбе против шахских войск. После этого под руководством Мир Джафар Пишевари был создан Комитет обороны. Первой задачей комитета стало объявление военного положения в Тебризе и создание добровольческих отрядов «Бабек». В первый этап в эти отряды вступило 600 человек. После этого Пишевари вновь обратился к Советскому Союзу за военной поддержкой. Однако этот запрос остался без ответа.
11 декабря 1946 года Азербайджанский провинциальный совет принял решение о том, чтобы предотвратить кровопролитие, и указал Кызылбашской Народной Армии и федаев не оказывать сопротивления войскам шаха и покинуть поле боя. С того дня, банды феодалов, а также жандармы в гражданской одежде начали совершать массовые убийства в крупных городах, еще до того, как туда вошла иранская армия. Тегеранское радио называло их «иранскими патриотами». Их основной целью было уничтожение демократов и обеспечение входа шахских войск в города. Тебриз и другие города Азербайджана подверглись грабежам и массовым убийствам. Азербайджанская Демократическая Республика пало. Тысячи людей были арестованы. В ходе массовых убийств были убиты члены АДФ, федаины, а также известные поэты Али Фитрат, Сади Юзбанди и Мухаммедбагир Никнам. 14 декабря 1946 года поддерживаемая США и Великобританией иранская армия вошла в Тебриз. После этого резня и грабежи продолжались.

### После распада ДРА
После падения Демократической Республики Азербайджан Джафар Муджири эмигрировал в Северный Азербайджан. В течение нескольких месяцев он проходил подготовку в лагерях федаев. После смерти Мирджафара Пишевари эти тренировочные лагеря были ликвидированы. После распада Национального Правительства общество «Поэты и писатели», действовавшее в Тебризе, с 1947 года стало функционировать в Баку под названием «Общество писателей Азербайджана». Джафар Муджири также был членом этого общества. В 1947—1951 годах он учился в Бакинской высшей партийной школе, а затем окончил исторический факультет Азербайджанского государственного университета. Работал журналистом в газете «Азербайджан», являвшейся печатным органом Азербайджанской Демократической Партии. Участвовал в деятельности Азербайджанской Демократической Партии. В разные периоды занимал должности заведующего отделом пропаганды Центрального комитета АДП, председателя Ревизионной комиссии и члена Исполнительного совета. Он знал персидский, арабский и французский языки. Он является автором нескольких книг по истории и искусству Азербайджана. Автор трёхтомной книги «Борцы на пути свободы», посвящённой азербайджанским федаинам, а также монографического труда «Хорасанское движение и Мухаммед Таги хан Пусян — Султанзаде», посвящённого Хорасанскому движению 1920—1922 годов.
Джафар Муджири работал на фабрике «Инджесэнэт» Азербайджанского ковроткацкого управления сначала ткачом, затем главным мастером, а затем заведующим экспериментальной лабораторией. В области ковроткачества он написал книги: «Хафиз и искусство» (1971), «Технологические методы азербайджанского ковроткачества» (1977), «Азербайджанские ковры». В 1965 году он защитил кандидатскую диссертацию на тему «Художественные особенности ковроткачества Иранского Азербайджана в XIX—XX веках» и получил учёную степень кандидата искусствоведения. В его творчестве главное место занимали орнаментальные и частично сюжетные ковры. Он является автором таких ковров, как «Саиб Тебризи», «Физули», «Две судьбы», «Гюльданлы», «Сютунлу», «Гейдар Амиоглу», «Бута», «Лейли и Меджнун», «Навстречу звездам», «Лепесток апельсина» и «Космонавтика». Джафар Муджири ткал ковер «Саиб Тебризи» в течение 10 лет. В этом ковре, представленном публике в 1980 году, он использовал неокрашенные шерстяные нити. Ковёр хранится в коллекции Азербайджанского музея ковра. Его ковры неоднократно выставлялись на различных выставках в Англии, Италии, Германии, Франции. Ковры, созданные Джафаром Муджири, хранятся в Азербайджане, в Берлинском государственном художественном музее, Будапештском национальном промышленном музее и других странах. Джафар Муджири также был членом Союза художников Азербайджана. В 1996 году он переехал в Венгрию. В последние годы жизни он был парализован. В 2001 году скончался в Будапеште и был похоронен на кладбище Керепеши.